# ジョー・ヒガシ
ジョー・ヒガシ（Joe Higashi、東 丈）は、SNK（SNKプレイモア）の対戦型格闘ゲーム『餓狼伝説』シリーズなどに登場する架空の人物。

## キャラクター設定

### 『餓狼伝説』シリーズ
単身タイに渡り、ムエタイのチャンピオンに上りつめた日本人。ムエタイ選手らしく、トランクスパンツ一丁に日の丸のついた鉢巻という出で立ちである。この鉢巻は、「外国でも大和魂を忘れないように」と祖母が贈ったもの。
テリー・ボガード、アンディ・ボガードとともに初代『餓狼伝説』から登場している主役級のキャラクターであるが、ボガード兄弟とは違ってギース・ハワードとの因縁があるわけではない。『餓狼伝説3』（以下『餓狼3』と表記）企画段階では登場しない可能性があった、『リアルバウト餓狼伝説』（以下『RB』と表記）のエンディングは他のキャラクターと同様に「ギース死亡シーン」がない（ボガード兄弟のみ存在）など、ストーリー上での重要性はテリーとアンディよりやや低い。だが格闘家としての好成績から、初代『餓狼伝説』ではギースから「ハリケーンアッパーのジョー」と呼ばれて警戒される描写がある。
山田隆司著の小説版『バトルファイターズ 餓狼伝説』では大阪府吹田市の開業医の三男で、吹田で知らぬものはいないほどの不良だったがボクシングと出会い更正、世界チャンピオン確実と言われる実力を誇っていたがアンディとの野試合に敗れ、蹴り技の重要性を感じてムエタイを学びにタイに渡ったという設定になっている。
当初は、強さを追い求めるストイックな性格だったが、次第に陽気かつ豪快な性格として描かれるようになった。外見は「柳葉敏郎に少し似ているかもしれない」とキャラクターデザイナーが走り書きしていた（初代『餓狼伝説』の設定画）。『餓狼3』以降は、アニメ版でのイメージに近くなった。
ムエタイのライバルだったホア・ジャイはジョーに敗北したことで身を持ち崩して、ギースの配下となった（ホアは初代『餓狼伝説』ではCPU専用キャラクターとして登場する）。『餓狼伝説2』（以下『餓狼2』と表記）でのエンディング以降、ジョーはホアをセコンドにしており、エンディングや『リアルバウト餓狼伝説スペシャル』（以下『RBS』と表記）のパーフェクト勝利のポーズなどでホアが登場する。
『RBS』では、近所の子供たちを集めてムエタイ教室を開いているという設定が追加された。
ビリー・カーンの妹であるリリィ・カーンにそれなりの好意を持っているようで、『餓狼3』のエンディングでは彼女をデートに連れ出す様子があるが、その後はビリーのガードが堅過ぎるために関係は進展していない。前述の『餓狼3』のエンディングでも後ろでビリーが怒りながら三節棍を振り回しており、『RB』のビリーのエンディングではジョーと一緒にいたリリィをビリーが小脇に抱えて奪還していく様子が描かれている。
戦いの舞台は、『餓狼2』『餓狼伝説スペシャル』（以下『餓狼SP』と表記）ではタイ王国のチェンマイ。背景には5人の人物がおり、ステージのオブジェクトとしても登場している草製の籠を編んでいる。ラウンド4（エクストララウンド）まで進むと、ステージ背景にある湖の奥に謎のシルエットが出現し、踊っていた5人もそのシルエットのほうを向いて座ったまま何度も上体を上げ下げして拝み続ける。
『餓狼 MARK OF THE WOLVES』には登場しないが、最強のムエタイファイターの育成に奮闘しているという設定が語られている。
『餓狼伝説 City of the Wolves』（以下『餓狼CotW』）に登場するプリチャは一番弟子。『餓狼CotW』ではシーズンパス1のDLCキャラクターとして登場が決定され2025年秋実装予定。顔と髪型に一切変化無しだが眼鏡を掛け着用しているパンツが「The Legend of JOE 嵐を呼ぶ男」と書かれたパンツを着用して登場予定。

### 『餓狼伝説』以外での出演
『ザ・キング・オブ・ファイターズ』シリーズ（以下『KOF』と表記）ではボガード兄弟とチームを組み、「餓狼伝説チーム」として出場している。作品が進むに連れてコメディリリーフとしての扱いが多くなっていった。特に『KOF'96』〜『KOF'98』（表ジョーのみ）、『KOF'99』（ストライカー動作）、『KOF2001』の勝利画面（PlayStation 2版では別の絵に差し替えられている）では背を向けてパンツを降ろして尻を露出するという、かなり過激なギャグ描写がある。
『KOF XI』ではムエタイのタイトルマッチに専念するために初の不参加となったが、餓狼チームのエンディングには登場している。『KOF XII』ではアンディとともに再び出場している。
『KOF』シリーズでは、同じムエタイ使いのキングに対して挑発的な行動を見せていて、ライバルというよりはムエタイ紛いの格闘術を使う生意気な素人と見ているようである。『'98』の対戦前デモにおいてジョーはキングにチャンピオンベルトを見せつけている。
『KOF MAXIMUM IMPACT』シリーズでは直接の登場はないが、特設サイト内のサイドストーリーにおいて、クァンというアジア系の少女を弟子にしている。後に『KOF XIII』でも会話デモ中などでこのクァンについて言及している。
『CAPCOM VS. SNK』シリーズ（以下『CvS』と表記）の一作目では「大会の優勝者として報じられる（ダンとのタッグ）」というエンディングの登場のみだった。後の『PRO』では、ダンとともに使用キャラクターとして登場。この時は技数が少なかったが、『CAPCOM VS. SNK 2 MILLIONAIRE FIGHTING 2001』（以下『CvS 2』と表記）で大幅に技が追加された。このシリーズにおけるライバルは、先述のダンと、ムエタイの帝王サガットである。

## 技の解説

### 通常技

#### 『KOF』シリーズ
技名が公表されている『KOF'94』〜『KOF'96』の名称のみ記載。
| 操作                                      | 立ち（近距離）                                              | 立ち（遠距離）                                              | しゃがみ                                                  | 垂直ジャンプ                                                | 前方ジャンプ                                                | 後方ジャンプ                                                |
| ----------------------------------------- | ----------------------------------------------------------- | ----------------------------------------------------------- | --------------------------------------------------------- | ----------------------------------------------------------- | ----------------------------------------------------------- | ----------------------------------------------------------- |
| 弱パンチ                                  | 『'95』以前：ボディーフック 『'96』：史上最強のフック       | ジャブ                                                      | 『'95』以前：しゃがみひじ打ち 『'96』：しゃがんでジャブ   | ジャンプエルボー                                            | ジャンプエルボー                                            | ジャンプエルボー                                            |
| 強パンチ                                  | 『'95』以前：ひじ打ち 『'96』：フックの鬼                   | ストレート                                                  | 『'95』以前：しゃがみストレート 『'96』：しゃがみフック   | ジャンプストレート                                          | ジャンプストレート                                          | ジャンプストレート                                          |
| 弱キック                                  | 『'95』以前：ミドルキック 『'96』：レイジングホース         | 『'95』以前：ハイキック 『'96』：レイジングホース           | 『'95』以前：しゃがみ前蹴り 『'96』：しゃがみ足払い       | 『'95』以前：ジャンプヒールキック 『'96』：跳び前蹴り       | 『'95』以前：飛びひざ蹴り 『'96』：跳び前蹴り               | 『'95』以前：飛びひざ蹴り 『'96』：跳び前蹴り               |
| 強キック                                  | 『'95』以前：ひざ蹴り 『'96』：黄金のミドル                 | 『'94』：後ろ回し蹴り 『'95』以降：黄金のミドル             | 『'94』：スライディングキック 『'95』以降：しゃがみ足払い | 『'95』以前：天井破りキック 『'96』：紅十人蹴り             | 『'95』以前：ジョーキック 『'96』：紅十人蹴り               | 『'95』以前：ジョーキック 『'96』：紅十人蹴り               |
| 攻撃避け                                  | 『'94』：抱えひざ避け 『'95』：クイックスウェー             | 『'94』：抱えひざ避け 『'95』：クイックスウェー             | -                                                         | -                                                           | -                                                           | -                                                           |
| 『'94』：避け攻撃 『'95』：カウンター攻撃 | 『'94』：スウェーキック 『'95』：スウェーバックパンチ       | 『'94』：スウェーキック 『'95』：スウェーバックパンチ       | -                                                         | -                                                           | -                                                           | -                                                           |
| ふっ飛ばし攻撃                            | 『'95』以前：フライングニールキック 『'96』：超象ハイキック | 『'95』以前：フライングニールキック 『'96』：超象ハイキック | -                                                         | 『'94』：ジョーキック 『'95』：シカキック 『'96』：人間爆弾 | 『'94』：ジョーキック 『'95』：シカキック 『'96』：人間爆弾 | 『'94』：ジョーキック 『'95』：シカキック 『'96』：人間爆弾 |
| ダッシュ                                  | 前ダッシュ                                                  | 前ダッシュ                                                  | -                                                         | -                                                           | -                                                           | -                                                           |
| バックステップ                            | バックステップ                                              | バックステップ                                              | -                                                         | -                                                           | -                                                           | -                                                           |

### 避け攻撃
スウェーキック
『餓狼2』『餓狼SP』『RB』で使用。リーチの長い中段蹴りを放つ。
バックパンチ
『餓狼3』のみ使用。食らった相手を奥ラインに飛ばす裏拳を放つ。

### 特殊技
バーチカルアッパー
『餓狼3』以降の特殊技。2段攻撃のアッパーカット。リーチは短い代わりに威力が高め。『RBS』では単発技となり、威力も低下。
スライディング
立ちガード不可の滑り込み蹴り。元々は『餓狼SP』までのしゃがみ強キックであった。『餓狼3』以降の『餓狼』シリーズや『KOF'95』以降の『KOF』シリーズでは特殊技となった。
ジョーソバット
『餓狼3』以降の特殊技。上段後ろ蹴り。食らった相手を別ラインに飛ばす。
しゃがみ肘打ち
『RB』以降の特殊技。上方への肘打ち攻撃。元々は『餓狼3』でのしゃがみ強パンチで2段技であった。
炎の指先
『RBS』で登場。倒れている相手に人差し指を突き付ける。相手がダウンしている時にのみ出せる「挑発」で、攻撃力は一切ない。
ハイキック
『RB2』でジョーソバットの代わりに使用する技で、『KOF XIV』でも使用する。
タイガーソード
『餓狼伝説 WILD AMBITION』（以下『餓狼WA』と表記）で使用する特殊技。中段判定の踵落とし。
スライドディープ
『餓狼WA』で使用する特殊技。前方に踏み込みながらのハイキックで、後述の「黄金のひざこぞう」に派生可能。
黄金のひざこぞう
『餓狼WA』で使用する「スライドディープ」からの派生技。小さく跳び上がって中段判定の膝蹴りを繰り出す。

ローキック
『KOF'97』から『KOF XI』まで使用していた特殊技。前方に踏み込みながら相手のスネを狙ったローキックを繰り出す。
ステップインミドルキック
『KOF XII』から使用する特殊技。前方に踏み込みながらミドルキックを放つ。
ステップハイキック
『KOF XIV』から使用する特殊技。踏み込みながら前述の「ハイキック」とは反対の足で蹴りを放つ技で、「ハイキック」からのキャンセルでこの技を出したり、この技をキャンセルして「ハイキック」を出すことが可能。

### 通常投げ
首投げ
初代『餓狼伝説』での通常投げ。相手の首を掴んで、前方に押し倒す。
レッグスルー
『餓狼2』『餓狼SP』での通常投げ。『KOF』シリーズにもある。相手に乗り掛かり、顔を両足で掴んで反対側に叩き付ける。プロレス技のフランケンシュタイナーに近い技。
膝地獄
『餓狼2』にて登場。相手を捕えて、腹部に連続で膝蹴りを叩き込む。『RBS』では一部の相手のみ「タイガーキック」で追撃ができる。『KOF'96』以降は最後に蹴り上げながら跳び上がるようになっていたが、『KOF XIV』では最後の蹴り上げで跳び上がらなくなった。
『KOF XII』および『KOF XIII』では技名が「首相撲〜膝地獄」となっている、
ジョースペシャル
『餓狼3』にて登場。以降の『餓狼』シリーズにおける通常投げ。相手を掴んで腹部に膝蹴りを叩き込んだ直後に顎を蹴り上げて吹き飛ばす。『RBS』以降では追加入力で後述の「夏の思ひ出」に派生可能。
夏の思ひ出
『RBS』で追加された「ジョースペシャル」からの派生技で、地面に叩き付ける追い討ち攻撃。

ジョースペシャル2
『KOF XIV』にて登場。掴んだ相手を引き寄せて前のめりにバランスを崩させ、背中に肘打ちを叩き込んだ直後に蹴りで吹き飛ばす。

### 必殺技
ハリケーンアッパー
拳を振り上げて起こした竜巻を、地を這うようにして飛ばす飛び道具。初代『餓狼伝説』に登場したマイケル・マックスの飛び道具「トルネード・アッパー」をコピーした技。初期作品では「ハリケーン・アッパー」とも表記されていた。
『KOF』では『KOF'96』以降（『KOF'98』の裏性能版は除く）は初代『餓狼伝説』のように画面端まで飛ばなくなったが、代わりに隙が減少して、さらに強で出すと2発連続で飛ばす（下記の「爆裂ハリケーン」と同様）。
爆裂ハリケーン
初出の『RB』では画面端まで飛ばない代わりに対ラインに攻撃判定のある飛び道具だったが、『RBS』以降は「ハリケーンアッパー」を2〜3発連続で飛ばす技になった。『餓狼WA』では通常の「ハリケーンアッパー」からの追加入力技となっている。
タイガーキック
全身をオーラで包みながら飛び膝蹴りをする技。初期作品では「タイガー・キック」とも表記されていた。初代『餓狼伝説』では前方に飛ぶ突進技だったが、『餓狼2』からは斜め上に飛ぶ対空技となる。『餓狼3』と『RB』のみ全身が炎に包まれる。のちに『KOF XII』にて突進技に戻った。
メガドライブ版『餓狼伝説』では虎の姿をしたオーラをまとっている。
爆裂拳
高速の拳打を連続で浴びせる。初期作品では「爆烈拳」とも表記されていた。コマンドはいずれの作品でも一貫してボタン連打である。『餓狼2』と『餓狼SP』では相手に密着して連続で当てると簡単に気絶させることが可能。『餓狼3』では必殺技ではなく、「コンビネーションアーツ」の1つとして存在する。作品によっては、以下の突進技に派生する。
『KOF』シリーズでは『KOF'96』から、左右のフックとアッパーの連打を繰り返しつつ少しずつ前進する技に変わっている。また、『KOF'94』、『KOF'95』、『KOF2002』では、全ての通常技をキャンセルして出せる。
『CvS 2』では素早い両拳の連打となっており、『餓狼』シリーズ版と『KOF』版の両方を折衷したような形になっている。また中か強で出すと最初にある程度前進する。
爆裂フック
『RBS』以降の「爆裂拳」からの突進技の派生技。前進して打ち下ろすフックを入れる。
爆裂アッパー
同じく「爆裂拳」からの突進技の派生技。『リアルバウト餓狼伝説2』（以下『RB2』と表記）で追加。踏み込んで相手を浮かせるアッパーカットを出す。
爆裂フィニッシュ
『KOF』での「爆裂拳」からの派生技。作品によって下段攻撃や中段攻撃、ダウンが奪えたりとさまざまなバリエーションがある。『KOF'95』では「前進しつつストレート→前進しつつアッパー」となっている（弱ではアッパーのみ）。『KOF'96』以降は弱はダウンブロー、強はハイキックで締める。『KOF2002』では強がローキックに変更された。なお『KOF'98』の裏性能版のみ、ある程度『餓狼』シリーズに準じており、弱が爆裂アッパーと同じ動作、強がジャンピングアッパーになっている。
スラッシュキック
飛び蹴りを放つ突進技。初期作品では「スラッシュ・キック」とも表記されていた。『餓狼』シリーズでは、『餓狼3』以降からヒット後に追加の蹴りを放つ。『KOF』シリーズでは突進スピードが速く、中距離からの奇襲や連続技に有用。
黄金のカカト
『餓狼3』から登場した、テリーの「クラックシュート」に似た浴びせ蹴りの突進技。『餓狼3』では当たり方次第ではヒットしても反撃される場合があるほどの硬直時間があったが、それ以降の作品では改善されガードされても反撃を受けにくくなった。
プレッシャーニー
『RB』から登場した、スウェーラインに移動しながら攻撃する技。『RBS』ではライン移動はせず、頭を低くしての突進から飛び膝蹴りに繋ぐ技に。『KOF'98 ULTIMATE MATCH』（以下『KOF'98UM』と表記）では裏性能版に『RBS』と同様のものが追加されている。
黄金のふくらはぎ
『RBS』および『KOF'98UM』の「プレッシャーニー」の追加入力技。飛び膝蹴りで吹っ飛ばした相手を「黄金のカカト」と同じ動作で叩き落とす。
ジョーカット
『餓狼WA』で使用するコマンド投げ。相手の首を掴んで膝蹴りを一発叩き込む。
首相撲
『餓狼WA』で使用するコマンド投げ。相手の首を掴み揺さぶる技で、後述の膝地獄に派生可能。
膝地獄
『餓狼WA』で使用する「首相撲」からの派生技。掴んだ相手の腹部に左右の足で2発ずつ計4発の膝蹴りを叩き込む。
ジョーファイナル
『餓狼WA』で使用する「膝地獄」からの派生技。前蹴りで相手を吹き飛ばす。

### 超必殺技・潜在能力
スクリューアッパー
『餓狼2』から登場した「ハリケーンアッパー」の強化版で、画面上まで届く赤い竜巻を出す。「ハリケーンアッパー」のようには飛ばないが、画面上まで届くので、ジャンプで飛び越すことはできない。
スライドスクリュー
『餓狼3』から登場した「スクリューアッパー」を端まで飛ばす潜在能力。『餓狼3』では「潜在能力版スクリューアッパー」とまだ正式な技名は決定していなかった。上記の技名になったのは『餓狼3』の続編である『RB』から。
『KOF』シリーズでは、MAX版の「スクリューアッパー」が「スライドスクリュー」になっている（ただし技名は「スクリューアッパー」のまま）。
タービランスアッパー
『餓狼WA』でのオーバードライブパワー。ダッシュから「スクリューアッパー」を繰り出し、それに巻き上げられた相手をさらに「黄金のカカト」などで追撃、止めにジャンピングアッパーカットを決める。
ダブルサイクロンアッパー
『CvS 2』で登場した同シリーズのオリジナル技。左右同時のアッパーで前後に「スクリューアッパー」を発生させる。左右どちらかでもヒットすれば、相手を中央に吸い込んでそれぞれの竜巻がヒットする。
クロスギガンテス
『KOF2002』、『KOF NEOWAVE』、『KOF2002 UNLIMITED MATCH』（以下『KOF2002UM』と表記）に存在するMAX2の技。「ダブルサイクロンアッパー」の竜巻が交差して前後に飛ぶようになったもの。
爆裂ハリケーンタイガーカカト
『KOF'97』から登場した超必殺技。最初に「爆裂拳」で殴りながら前進して、次に「ハリケーンアッパー」（もしくは「爆裂ハリケーン」）を食らわせ、続けて「タイガーキック」に繋げ、最後に「タイガーキック」をキャンセルしたような形で空中で「黄金のカカト」で相手を地面に叩き付ける。
のちに『リアルバウト餓狼伝説スペシャル ドミネイテッドマインド』において（『KOF』シリーズから）逆輸入され、隠し超必殺技に採用されている。「爆裂拳」の動作が『KOF』シリーズとは異なっているため、そこに相当する部分はコンビネーションアーツのものが使われた。
『CvS 2』の場合は同作の「爆裂拳」の動作がそのまま使われている。
サンダーファイヤー
『RB2』での潜在能力および『KOF'98UM』の裏性能版の超必殺技。炎を纏った蹴りの連打から「プレッシャーニー」のものと同じ飛び膝蹴り（『KOF'98UM』では「タイガーキック」）を決める。『RB2』ではコマンドが2種類あり、片方はライン移動してから攻撃に移る。
黄金のタイガーキック
『KOF2001』から登場した、全身にオーラを発しながら真横に飛び膝蹴りで突進する技。初代『餓狼伝説』の「タイガーキック」を再現したもので、現在では使われなくなった「レバー入力の最後が斜め上」という特殊なコマンドもあえてそのまま使用している。『KOF2002UM』では軌道が対空タイプに変わった。
史上最強のローキック
『KOF'99』から『KOF2001』に登場。気合を込めたローキックを放つ。『KOF2002UM』で復活した。
爆スラゴールデンタイガー
『KOF XIV』で登場した超必殺技。前進しながらの「爆裂拳」から「スラッシュキック」を食らわせ、さらに「黄金のカカト」とつないで「タイガーキック」で締める。
史上最強の爆裂ストレート
『KOF2003』でのリーダー超必殺技。気合を込めたストレートを放つ。ガード不能である。
スクリューストレート
『KOF XIII』におけるNEO MAX超必殺技。腕を回転させたあとストレートパンチを放ち、真横に伸びる竜巻を出す。
爆裂スクリュープレミアム
『KOF XIV』のCLIMAX超必殺技。「スクリューストレート」のパンチを「爆裂拳」に変更したもの。

## 他のメディアでのジョー
アニメ版
アニメ『バトルファイターズ餓狼伝説』およびそれ以降のアニメでのイメージベースは「佐竹雅昭（同作で声を演じた）」だとキャラクターデザイナーの大張正己は語っている。また、佐竹本人も雑誌『ハイパーホビー』のコラムにおいてジョーのイメージが自分自身であることを認める旨を発言している。
漫画版
『コミックボンボン』の『餓狼伝説』（細井雄二著）では初期のゲーム版と同様の硬派な性格に描写されていて、中期以降の原作ゲームとは打って変わってシリアスなキャラクター。ライデンの反則攻撃に憤慨しながらも正々堂々と戦うシーンがある。ただし、原作ゲームと違ってホア・ジャイとは係わらない。非戦闘時においては黒いマントを羽織っている。

## その他
モデルは『あばれはっちゃく』の主人公・桜間長太郎。

## 担当声優
格闘ゲームでの担当声優
- 生瀬勝久（『餓狼伝説2』、『餓狼伝説SPECIAL』、『KOF'94』）
- 檜山修之（『餓狼』シリーズ〈『3』以降〉、『KOF'95』 - 『KOF XIII』、『CAPCOM VS. SNK』シリーズ）
- 三戸耕三（『KOF XIV』以降の関連作品）

その他のゲームでの担当声優
- 沢城千春（『THE KING OF FIGHTERS for GIRLS』）

その他の関連作品での担当声優
- 檜山修之（アニメ『バトルファイターズ 餓狼伝説2』および『餓狼伝説 -THE MOTION PICTURE-』）
- 矢尾一樹（ドラマCD『電撃CD文庫 餓狼伝説 -宿命の闘い-』）
- 佐竹雅昭（アニメ『バトルファイターズ 餓狼伝説』） - 本業は格闘家だが、特別出演。
- 三戸耕三（『KOF XIV』以降の関連作品、アニメ『THE KING OF FIGHTERS:DESTINY』）

## 関連人物
- テリー・ボガード - 親友、ライバル、KOFのチームメイト
- アンディ・ボガード - 友人、ライバル、KOFのチームメイト
- 不知火舞 - 友人、『KOF'99』のチームメイト
- ブルー・マリー - 友人、『KOF 2000』『KOF 2001』のチームメイト
- ホア・ジャイ - 友人、セコンド（『餓狼1』以前は敵対、および『KOF XIII』では敵対）
- チン・シンザン - 『餓狼2』以降腐れ縁で知り合い
- ビリー・カーン - 敵対者、『KOF』シリーズではリリィの恋人になりたいが故に「お義兄さま」と媚び諂う
- ギース・ハワード - 敵対者
- リリィ・カーン - 敵対者ビリーの血縁者で一時交際相手だったが、ビリーに度々阻止され友人関係に留まっている
- グリフォンマスク - 『2003』のチームメイト
- プリチャ - 一番弟子
- キング - 『龍虎の拳』のキャラクター、舞の友人、一方的にライバル視するムエタイ使い
- 火引弾 - 『CAPCOM VS. SNK』シリーズにおいての好敵手。